# Rajd Akropolu 1958
Rajd Akropolis 1958 (6. Rally Acropolis) – 6. edycja rajdu samochodowego Rajd Akropolis rozgrywanego w Grecji. Rozgrywany był od 3 do 6 kwietnia 1958 roku. Była to czwarta runda Rajdowych Mistrzostw Europy w roku 1958.

## Klasyfikacja rajdu
| Miejsce                      | Kierowca                     | Pilot                        | Samochód                           | Czas                         | Strata                       |                              |
| Klasyfikacja generalna i ERC | Klasyfikacja generalna i ERC | Klasyfikacja generalna i ERC | Klasyfikacja generalna i ERC       | Klasyfikacja generalna i ERC | Klasyfikacja generalna i ERC | Klasyfikacja generalna i ERC |
| ---------------------------- | ---------------------------- | ---------------------------- | ---------------------------------- | ---------------------------- | ---------------------------- | ---------------------------- |
| 1.                           | Luigi Villoresi              | Ciro Basadonna               | Lancia Aurelia B20 GT              | 4                            | 0.0                          |                              |
| 2.                           | Johnny Pesmazoglou           | Kostas Galanis               | Chevrolet                          | 9                            | +5                           |                              |
| 3.                           | Gunnar Andersson             | Wouter Elbers                | Volvo PV 444                       | 10                           | +6                           |                              |
| 4.                           | Nicos Papamichael            | Stelios Mourtzopoulos        | Jaguar XK140                       | 14                           | +10                          |                              |
| 5.                           | Heinz Meier                  | Sven von Schroeter           | Auto Union 1000                    | 15                           | +11                          |                              |
| 6.                           | Alkis Michos                 | A. Antoniou                  | Alfa Romeo Giulietta Sprint Veloce | 30                           | +26                          |                              |
| 7.                           | Nikos Filinis                | Stefanos Zannos              | DKW F 93                           | 31                           | +27                          |                              |
| 8.                           | Roger de Lageneste           | Pierre Blanchet              | Peugeot 203                        | 37                           | +33                          |                              |
| 9.                           | Siegfried Eikelmann          | G. Hartman                   | Auto Union 1000                    | 46                           | +42                          |                              |
| 10.                          | Henri Blanchoud              | Robert Berger                | Saab 93 B                          | 57                           | +53                          |                              |